# 宇田学
宇田 学（うだ まなぶ）は、日本の劇作家、演出家、俳優。岡山県倉敷市出身。

## 来歴
2000年、劇団PEOPLEPURPLE（現：theatre PEOPLE PURPLE）旗揚げ、主宰。全作品の脚本・演出を手掛け、自らも役者として活躍。大阪府を拠点に演劇活動を行う。阪神・淡路大震災の消防士の活動を描いた舞台「ORANGE」を見たプロデューサーに誘われテレビドラマの脚本を手がけるようになる。
2015年、『悪夢』で第3回市川森一脚本賞の奨励賞を受賞。

## 主な作品

### テレビドラマ
- TOKYO コントロール（2011年、フジテレビNEXT） - 脚本
- ラッキーセブン mission 7（第7話）（2012年、フジテレビ） - 脚本
- ラッキーセブン サイドストーリー『敷島★珈琲 バリスタは見た!?』（2012年、フジテレビ） - 脚本
- TOKYOエアポート〜東京空港管制保安部〜（2012年、フジテレビ） - 脚本
- TOKUNOSHIMAエアポート 第3話・第4話（2012年、フジテレビNEXT） - 脚本
- 花園オールドボーイ（2014年、NHK） - 脚本
- 世界一即戦力な男（2014年、フジテレビ+） - 脚本
- キャビンアテンダント刑事（2014年、フジテレビ） - 脚本
- ボーダーライン（2014年、NHK） - 脚本
- バリバラ特集ドラマ 悪夢（2014年、NHK)　- 脚本
- ORANGE 〜1.17 命懸けで闘った消防士の魂の物語〜（2015年、TBS） - 脚本
- 99.9-刑事専門弁護士-（2016年、TBS） - 脚本
- ドクターX〜外科医・大門未知子〜 第8話（2016年、テレビ朝日）- 脚本
- 4号警備（2017年、NHK） - 脚本
- 99.9-刑事専門弁護士- SEASON II（2018年、TBS） - 脚本
- 探偵が早すぎる（2018年、読売テレビ） - 脚本
- おしい刑事（2019年、NHK BSプレミアム） - 脚本
- 探偵が早すぎる スペシャル（2019年、読売テレビ） - 脚本
- シロでもクロでもない世界で、パンダは笑う。（2020年、読売テレビ・日本テレビ） - 企画監修
- 金魚姫（2020年、NHK BSプレミアム） - 脚本
- DIVER-組対潜入班-（2020年、関西テレビ・フジテレビ） - 脚本
- 極主夫道（2020年、読売テレビ・日本テレビ） - 脚本

### 映画
- 万能鑑定士Q -モナ・リザの瞳-（2014年） - 脚本
- ぐらんぶる（2020年） - 脚本（英勉と共同）

### 舞台
- ORANGE
- The old CLOCK（池袋演劇大賞・受賞）
- crystal EVE
- ENDLESS TRIP
- GIFT -Love begets love-
- TEAM NACS ニッポン公演 「WARRIOR〜唄い続ける侍ロマン」

### 出演
- ぼくたちと駐在さんの700日戦争（2008年・映画） - 駐在さんの後輩 役
- スミレ16歳!!（2008年・BSフジ） - 体育教師 役